# Európai Filmdíjak 2003
A 16. Európai Filmdíj-átadó ünnepséget (16th European Film Awards), amelyen az előző évben hivatalosan bemutatott, az Európai Filmakadémia mintegy 1600 tagjának szavazata alapján legjobbnak ítélt európai alkotásokat részesítették elismerésben, 2003. december 6-án tartották meg a berlini Treptow Arena rendezvényközpontban. A díjátadó gála ceremóniamestere Heino Ferch német színész volt.
Az európai mozi 2003-as nagy ünnepén az addigi 16 díjkategóriában terveztek díjat osztani, de a zsűri ez alkalommal megtoldotta a díjak sorát egy alkalmi elismeréssel, a művészi teljesítményt elismerő külön dicsérettel.
A Filmakadémia az eredeti 360-as kínálatból leszűkítve, 43 nagyjátékfilmet válogatott be a versenybe, s e kör szűkítették le első körben a jelöltek listájára, amelyek közül ki lehetett kiválasztani a legjobbakat. A 2003. évi válogatásban magyar alkotás nem szerepelt.
A legtöbb jelölést, öt kategóriában a Good bye, Lenin! című, humoros és tragikus elemeket vegyítő német filmdráma, Wolfgang Becker rendezése kapta (a legjobb film, és a négy legfontosabb alkotói kategória). 4-4 jelölést kapott Lars von Trier Dogville – A menedék című, tíz nemzet koprodukciójában készült filmdrámája, valamint Stephen Frears Gyönyörű mocsokságok című thrillerje. A legjobb nem európai filmnek járó szoborért meglehetősen vegyes mezőny szállt versenybe: a filmek között megtalálható volt a Disney kasszasikert aratott animációs filmje, a Némó nyomában éppúgy, mint az egy súlyosan beteg öregúr utolsó hetein keresztül mély lélektani drámákat feldolgozó kanadai-francia film, a Barbárok a kapuk előtt, és a többi alkotás rendezőinek sorában is olyan hírességek voltak megtalálhatók, mint Clint Eastwood, Sofia Coppola, Alejandro González Iñárritu, Kim Gidok (Kim Ki-duk), Kitano Takesi és Quentin Tarantino.
A díjakat illetően érvényesült a papírforma: a Good bye, Lenin! az öt jelölésből hármat nyert meg (legjobb film, a legjobb forgatókönyv és a legjobb színész), de általános fogadtatása is rendkívül pozitív volt, hiszen elnyerte mindhárom közönségdíjat is. A dán Dogville két szobrocskát vihetett haza; a legjobb rendező Lars von Trier lett, a film képi világának megteremtéséért pedig Anthony Dod Mantle kapta a legjobb operatőr díját.

## Válogatás
1. 28 Days Later (28 nappal később) – rendező: Danny Boyle
2. Bon voyage – rendező: Jean-Paul Rappeneau
3. Calendar Girls (Felül semmi) – rendező: Nigel Cole
4. Das Wunder von Bern (A berni csoda) – rendező: Sönke Wortmann
5. De Grønne Slagtere (Zöld hentesek) – rendező: Anders Thomas Jensen
6. De Tweeling (Az ikrek) – rendező: Ben Sombogaart
7. Dirty Pretty Things (Gyönyörű mocsokságok) – rendező: Stephen Frears
8. Dogville (Dogville – A menedék) – rendező: Lars von Trier
9. Edi – rendező: Piotr Trzaskalski
10. Good bye, Lenin! – rendező: Wolfgang Becker
11. Hannah Med H – rendező: Christina Olofson
12. Il cuore altrove (Máshol jár a szív) – rendező: Pupi Avati
13. Il est plus facile pour un chameau.... (Könnyebb a tevének...) – rendező: Valéria Bruni-Tedeschi
14. In This World (Ezen a világon) – rendező: Michael Winterbottom
15. Io non ho paura (Nem félek) – rendező: Gabriele Salvatores
16. Koktebel – rendező: Borisz Hlebnyikov és Alekszej Popogrebszkij
17. L’homme du train (A férfi a vonatról) – rendező: Patrice Leconte
18. La finestra di fronte (A szemközti ablak) – rendező: Ferzan Özpetek
19. La luz prodigiosa – rendező: Miguel Hermoso
20. La meglio gioventù (Szépséges fiatalság) – rendező: Marco Tullio Giordana
21. Lichter (Fények távolában) – rendező: Hans-Christian Schmid
22. Los lunes al sol (Napfényes hétfők) – rendező: Fernando León de Aranoa
23. Ljubovnyik (A szerető) – rendező: Valerij Todorovszkij
24. Maria – rendező: Călin Peter Netzer
25. Mein letzter Film – rendező: Oliver Hirschbiegel
26. My Life Without Me (Az élet nélkülem) – rendező: Isabel Coixet
27. Niki et Flo – rendező: Lucian Pintilie
28. Nói albinói – rendező: Dagur Kari
29. Otyec i szün (Отец и сын) (Apa és fia) – rendező: Alekszandr Szokurov
30. Prendimi l’anima (Lélekszakadva) – rendező: Roberto Faenza
31. Rezervni deli (Zöldhatár) – rendező: Damjan Kozole
32. Ricordati di me – rendező: Gabriele Muccino
33. Rosenstrasse – rendező: Margarethe von Trotta
34. Salmer fra kjøkkenet (Dalok a konyhából) – rendező: Bent Hamer
35. Sjaj u ocima – rendező: Srđan Karanović
36. Soldados de Salamina (Salamina katonái) – rendező: David Trueba
37. Solino – rendező: Fatih Akın
38. Son frère – rendező: Patrice Chéreau
39. Swimming Pool [7] – rendező: François Ozon
40. The Mother (Anya és a szerelem) – rendező: Roger Michell
41. Uzak (Messze) – rendező: Nuri Bilge Ceylan
42. Verder dan de maan (A nyugalom tengere) – rendező: Stijn Coninx
43. Wilbur Wants to Kill Himself (Wilbur öngyilkos akar lenni) – rendező: Lone Scherfig

## Díjazottak és jelöltek
| „Díjazott” – szürkéskék háttérrel   |
| „Jelölt” – világos szürke háttérrel |

### Legjobb európai film
| Magyar címe          | Eredeti címe        | Rendező              | Ország                                                                            |
| -------------------- | ------------------- | -------------------- | --------------------------------------------------------------------------------- |
| Good bye, Lenin!     | Good Bye Lenin!     | Wolfgang Becker      | Németország                                                                       |
| Az élet nélkülem     | My Life Without Me  | Isabel Coixet        | Spanyolország · Kanada                                                            |
| Dogville – A menedék | Dogville            | Lars von Trier       | Dánia · Hollandia · Svédország · Franciaország · Egyesült Királyság · Németország |
| Ezen a világon       | In This World       | Michael Winterbottom | Egyesült Királyság                                                                |
| Gyönyörű mocsokságok | Dirty Pretty Things | Stephen Frears       | Egyesült Királyság                                                                |
| Swimming Pool        | Swimming Pool       | François Ozon        | Franciaország · Egyesült Királyság                                                |

### Az Európai Filmakadémia felfedezettje – Fassbinder-díj
| Magyar címe             | Eredeti címe                  | Rendező           | Ország                                                       |
| ----------------------- | ----------------------------- | ----------------- | ------------------------------------------------------------ |
| A visszatérés           | Vozvrascsenyije (Возвращение) | Andrej Zvjagincev | Oroszország                                                  |
| A bálványom             | Mon idole                     | Guillaume Canet   | Franciaország                                                |
| Égő tűz                 | Gori vatra                    | Pjer Žalica       | Bosznia-Hercegovina · Ausztria · Törökország · Franciaország |
| Nap mint nap            | Las horas del día             | Jaime Rosales     | Spanyolország                                                |
| Rekonstrukció           | Reconstruction                | Christoffer Boe   | Dánia                                                        |
| Schultze Gets the Blues | Schultze Gets the Blues       | Michael Schorr    | Németország                                                  |
| Young Adam              | Young Adam                    | David Mackenzie   | Egyesült Királyság · Franciaország                           |

### Legjobb európai dokumentumfilm – Arte díj
| Magyar címe                | Eredeti címe                          | Rendező                          | Ország                                                            |
| -------------------------- | ------------------------------------- | -------------------------------- | ----------------------------------------------------------------- |
| Kié ez a dal?              | Chia e Tazi Pesen?                    | Adela Peeva                      | Bulgária · Belgium · Németország · Finnország · Dánia · Hollandia |
| Öt akadály                 | De fem benspaend                      | Lars von Trier, Jørgen Leth      | Dánia · Belgium · Svájc · Franciaország                           |
| –––                        | Essen, Schlafen, keine Frauen         | Heiner Stadler                   | Németország                                                       |
| Hogyan lett az ember?      | L'odyssée de l'espèce                 | Jacques Malaterre                | Franciaország · Kanada · Belgium                                  |
| A vörös khmerek halálgyára | S-21, la machine de mort Khmère rouge | Rithy Panh                       | Franciaország                                                     |
| –––                        | The Day I Will Never Forget           | Kim Longinotto                   | Egyesült Királyság                                                |
| A pityergő teve története  | Die Geschichte vom weinenden Kamel    | Byambasuren Daava, Luigi Falorni | Németország                                                       |
| –––                        | Tise! (Тише!)                         | Viktor Koszakovszkij             | Oroszország                                                       |

### Legjobb európai rendező
| Nyertesek és jelöltek | Magyar címe          | Eredeti címe       |
| --------------------- | -------------------- | ------------------ |
| Lars von Trier        | Dogville – A menedék | Dogville           |
| Wolfgang Becker       | Good bye, Lenin!     | Good Bye Lenin!    |
| Nuri Bilge Ceylan     | Messze               | Uzak               |
| Isabel Coixet         | Az élet nélkülem     | My Life Without Me |
| Marco Tullio Giordana | Szépséges fiatalság  | La meglio gioventù |
| Michael Winterbottom  | Ezen a világon       | In This World      |

### Legjobb európai színésznő
| Nyertesek és jelöltek | Magyar címe      | Eredeti címe     |
| --------------------- | ---------------- | ---------------- |
| Charlotte Rampling    | Swimming Pool    | Swimming Pool    |
| Diana Dumbrava        | –––              | Maria            |
| Helen Mirren          | Felül semmi      | Calendar Girls   |
| Anne Reid             | Anya és szerelem | The Mother       |
| Katja Riemann         | –––              | Rosenstrasse     |
| Katrin Sass           | Good bye, Lenin! | Good bye, Lenin! |

### Legjobb európai színész
| Nyertesek és jelöltek | Magyar címe          | Eredeti címe        |
| --------------------- | -------------------- | ------------------- |
| Daniel Brühl          | Good bye, Lenin!     | Good Bye Lenin!     |
| Chiwetel Ejiofor      | Gyönyörű mocsokságok | Dirty Pretty Things |
| Tómas Lemarquis       | Nói albinói          | Nói albinói         |
| Luigi Lo Cascio       | Szépséges fiatalság  | La meglio gioventù  |
| Jean Rochefort        | A férfi a vonatról   | L'homme du train    |
| Bruno Todeschini      | –––                  | Son frère           |

### Legjobb forgatókönyvíró
| Nyertesek és jelöltek          | Magyar címe          | Eredeti címe                  |
| ------------------------------ | -------------------- | ----------------------------- |
| Bernd Lichtenberg              | Good bye, Lenin!     | Good Bye Lenin!               |
| Lars von Trier                 | Dogville – A menedék | Dogville                      |
| Sandro Petraglia Stefano Rulli | Szépséges fiatalság  | La meglio gioventù            |
| Hanif Kureishi                 | Anya és a szerelem   | The Mother                    |
| Dušan Kovačević                | –––                  | Profesionalac (Професионалац) |
| Steven Knight                  | Gyönyörű mocsokságok | Dirty Pretty Things           |

### Legjobb európai operatőr
| Nyertesek és jelöltek | Magyar címe          | Eredeti címe        |
| --------------------- | -------------------- | ------------------- |
| Anthony Dod Mantle    | Dogville – A menedék | Dogville            |
| Anthony Dod Mantle    | 28 nappal később     | 28 Days Later       |
| Tom Fährmann          | A berni csoda        | Das Wunder von Bern |
| Bogumil Godfrejow     | Fények távolában     | Lichter             |
| Chris Menges          | Gyönyörű mocsokságok | Dirty Pretty Things |
| Italo Petriccione     | Nem félek            | Io non ho paura     |
| Marcel Zyskind        | Ezen a világon       | In This World       |

### Legjobb európai teljesítmény a világ filmművészetében
| Díjazott       | Foglalkozás | Ország      |
| -------------- | ----------- | ----------- |
| Carlo Di Palma | operatőr    | Olaszország |

### Az Európai Filmakadémia életműdíja
| Díjazott       | Foglalkozás | Ország        |
| -------------- | ----------- | ------------- |
| Claude Chabrol | filmrendező | Franciaország |

### Külön dicséret
| Díjazott    | Foglalkozás | Magyar cím | Eredeti cím |
| ----------- | ----------- | ---------- | ----------- |
| Pjer Žalica | filmrendező | Égő tűz    | Gori vatra  |

### Európai Filmakadémia kritikusainak díja – FIPRESCI-díj
| Magyar címe        | Eredeti címe      | Rendező          | Ország      |
| ------------------ | ----------------- | ---------------- | ----------- |
| Jó napot, éjszaka! | Buongiorno, notte | Marco Bellocchio | Olaszország |

### Európai Filmakadémia legjobb nem európai filmje – Screen International díj
| Magyar címe                       | Eredeti címe                                                                                    | Rendező                        | Ország                                 |
| --------------------------------- | ----------------------------------------------------------------------------------------------- | ------------------------------ | -------------------------------------- |
| Barbárok a kapuk előtt            | Les Invasions barbares                                                                          | Denys Arcand                   | Kanada · Franciaország                 |
| 21 gramm                          | 21 Grams                                                                                        | Alejandro González Iñárritu    | Amerikai Egyesült Államok              |
| A szamuráj                        | Zatóicsi (座頭市, Zatōichi)                                                                     | Kitano Takesi                  | Japán                                  |
| Elveszett jelentés                | Lost in Translation                                                                             | Sofia Coppola                  | Amerikai Egyesült Államok · Japán      |
| Kill Bill                         | Kill Bill                                                                                       | Quentin Tarantino              | Amerikai Egyesült Államok              |
| Némó nyomában                     | Finding Nemo                                                                                    | Andrew Stanton, Lee Unkrich    | Amerikai Egyesült Államok              |
| Tavasz, nyár, ősz, tél… és tavasz | Pom jorum kaul kjoul kurigo pom (봄여름가을겨울그리고봄 , Bom yeoreum gaeul gyeoul geurigo bom) | Kim Gidok (김기덕, Kim Ki-duk) | Dél-Korea · Németország                |
| Titokzatos folyó                  | Mystic River                                                                                    | Clint Eastwood                 | Amerikai Egyesült Államok · Ausztrália |

### Európai Filmakadémia közönségdíja – legjobb rendező
| Nyertesek és jelöltek   | Magyar címe          | Eredeti címe         |
| ----------------------- | -------------------- | -------------------- |
| Wolfgang Becker         | Good bye, Lenin!     | Good Bye Lenin!      |
| Danny Boyle             | 28 nappal később     | 28 Days Later        |
| François Ozon           | Swimming Pool        | Swimming Pool        |
| Lars von Trier          | Dogville – A menedék | Dogville             |
| Patrice Leconte         | A férfi a vonatról   | L'homme du train     |
| Fernando León de Aranoa | Napfényes hétfők     | Los lunes al sol     |
| Dagur Kári              | Nói albinói          | Nói albinói          |
| Emanuele Crialese       | Grazia szigete       | Respiro              |
| Nuri Bilge Ceylan       | Messze               | Uzak                 |
| Bent Hamer              | Dalok a konyhából    | Salmer fra Kjøkkenet |

### Európai Filmakadémia közönségdíja – legjobb színésznő
| Nyertesek és jelöltek | Magyar címe          | Eredeti címe          |
| --------------------- | -------------------- | --------------------- |
| Katrin Sass           | Good bye, Lenin!     | Good Bye Lenin!       |
| Antje de Boeck        | Hop                  | Hop                   |
| Penélope Cruz         | Tulipános Fanfan     | Fanfan la Tulipe      |
| Romola Garai          | Nicholas Nickleby    | Nicholas Nickleby     |
| Valeria Golino        | Grazia szigete       | Respiro               |
| Nieve de Medina       | Napfényes hétfők     | Los lunes al sol      |
| Giovanna Mezzogiorno  | A szemközti ablak    | La finestra di fronte |
| Charlotte Rampling    | Swimming Pool        | Swimming Pool         |
| Ludivine Sagnier      | Swimming Pool        | Swimming Pool         |
| Audrey Tautou         | Gyönyörű mocsokságok | Dirty Pretty Things   |

### Európai Filmakadémia közönségdíja – legjobb színész
| Nyertesek és jelöltek | Magyar címe                 | Eredeti címe                 |
| --------------------- | --------------------------- | ---------------------------- |
| Daniel Brühl          | Good bye, Lenin!            | Good Bye Lenin!              |
| Rowan Atkinson        | Johnny English              | Johnny English               |
| Javier Bardem         | Napfényes hétfők            | Los lunes al sol             |
| Jan Decleir           | Hop                         | Hop                          |
| Johnny Hallyday       | A férfi a vonatról          | L'homme du train             |
| Tómas Lemarquis       | Nói albinói                 | Nói albinói                  |
| Sergi López           | Gyönyörű mocsokságok        | Dirty Pretty Things          |
| Vincent Pérez         | Tulipános Fanfan            | Fanfan la Tulipe             |
| Jean Rochefort        | A férfi a vonatról          | L'homme du train             |
| Jamie Sives           | Wilbur öngyilkos akar lenni | Wilbur Wants to Kill Himself |

### Legjobb európai rövidfilm (UIP díj)
| Címe                                 | Rendező              | Ország             | Jelölő fesztivál        |
| ------------------------------------ | -------------------- | ------------------ | ----------------------- |
| (A) Torzija                          | Stefan Arsenijevic   | ,                  | UIP díj – Berlin        |
| At Dawning                           | Martin Jones         | Egyesült Királyság | UIP díj – Valladolid    |
| Kraj Urodzenia                       | Jacek Bławut         | Lengyelország      | UIP díj – Krakkó        |
| La Chanson-Chanson                   | Xavier Diskeuve      | Belgium            | UIP díj – Gent          |
| Le portefeuille                      | Vincent Bierrewaerts | ,                  | UIP díj – Szarajevó     |
| Mamaman                              | Iao Lethem           | Belgium            | UIP díj – Angers        |
| Mi zsivem na krai (Мы жывем на краі) | Viktor Aszljuk       | Fehéroroszország   | UIP díj – Vilo do Conde |
| Redd Barna                           | Terje Rangnes        | Norvégia           | UIP díj – Tampere       |
| Små Skred                            | Birgitte Staermose   | Dánia              | UIP díj – Edinburgh     |
| The Trumouse Show                    | Julio Robledo        | Spanyolország      | UIP díj – Velence       |
| Une étreinte                         | Eskil Vogt           | Norvégia           | UIP díj – Grimstad      |
| Velikan (Великан)                    | Alexandr Kott        | Oroszország        | UIP díj – Drama         |